# Селезнёво (Алтайский край)
Селезнево — село в Шелаболихинском районе Алтайского края, Россия. Входит в состав Кипринского сельсовета.

## География
Село находится у озера Кишкино.
Уличная сеть.
В селе 7 улиц и 4 переулка.
Расстояние до
- районного центра Шелаболиха (село) 31 км.
- краевого центра Барнаул 107 км[7].

Ближайшие населенные пункты
Омутское 3 км, Сакмарино 5 км, Новосёловка 5 км, Киприно 7 км, Луговое 10 км, Ильинка 11 км, Ивановка 13 км, Быково 16 км, Верх-Кучук 16 км.
Климат
В Селезнево преобладает малооблачная погода, которая обеспечивает значительный приток солнечной радиации. Вегетационный период растений от 150 до 170 дней. Зимой господствуют западно-восточные воздушные массы, летом дуют ветра с запада и юго-запада. Зимой частые циклоны сопровождаются метелями, средняя температура воздуха −19-25°С, летом — +25-30. Глубина промерзания почвы — до 2,5 метров, в случае раннего и обильного снежного покрова  80—100см.

## История
Первое документальное упоминание — 1750 год. «Геодезии прапорщик» Пимен Старцов вычертил «Ландкарту Удорской провинции Томского и Кузнецкого уездов» (общая карта бассейна Верхней Оби) в 1945 (1950 по разным источникам) году, на ней отмечена деревня Селезнева. В церковно-приходских книгах 1951 года отмечается, что в ней 16 дворов и 88 жителей (45 мужчин и 42 женщины).
В росписи приписных крестьян по ямским станциям от 1753 года, деревня записана как Коростелева, но местоположение населённого пункта (в 25 верстах от Малышевской слободы) и фамилии жителей те же самые, что и в деревне Селезневой в записи от 1951 года. В четвертую ревизию 1782 года в деревне Селезневой Кулундинской волости были учтены 117 жителей (55 мужчин и 67 женщин). В следующую пятую ревизию 1795 года в Селезневой записано 130 жителей (66 мужского и 64 женского пола). В деревне жили, как приписные, так и государственные крестьяне.
Впоследствии оба названия существовали параллельно (Селезнево – Коростелево), оба имеют топоним по фамилии первых поселенцев.
В «Списке населенных мест Томской губернии за 1893 год в деревне Селезнева 80 дворов, 291 мужчина и 280 женщин.
Селезнево входило в Кипринский приход с церковью Усекновения главы Св. Предтечи и Крестителя Господня Иоанна, открытой в 1860 году.
В «Списке населенных мест Томской губернии за 1893 год в деревне Селезнева 80 дворов, 291 мужчина и 280 женщин.
В 1928 году состояло из 427 хозяйств, основное население — русские. Центр Селезневского сельсовета Кипринского района Каменского округа Сибирского края.

## Население
| 1997 | 1998 | 1999 | 2000 | 2001 | 2002 | 2003 |
| ---- | ---- | ---- | ---- | ---- | ---- | ---- |
| 500  | ↗501 | ↗513 | ↘512 | ↗521 | ↗586 | ↘563 |
| 2004 | 2005 | 2006 | 2007 | 2008 | 2009 | 2010 |
| ↗577 | ↗589 | ↘582 | ↘575 | ↗576 | ↘483 | ↗491 |
| 2011 | 2012 | 2013 |      |      |      |      |
| ↘487 | ↗491 | ↗494 |      |      |      |      |

## Инфраструктура
Торговлю продуктами питания и розничными товарами осуществляет Шелаболихинское районное потребительское общество, оно же ведет заготовительно-перерабатывающую деятельность.
В селе есть МОУ «Селезневская средняя школа», ФАП, почтовое отделение, административные учреждения и коммунальные предприятия.

## Транспорт
Структура транспортной сети района — дороги местного и межрайонного значения, основная региональная дорога Барнаул — Камень-на-Оби — Новосибирск.